# Gyðinga saga
A Gyðinga saga (Saga dos Judeus) é um relato em Nórdico Antigo da história judaica compilado a partir de traduções de vários textos latinos. Começando com um relato das conquistas de Alexandre, o Grande, passa a cobrir cerca de 220 anos de história judaica, desde a ascensão de Antíoco IV Epifânio em 175 a.C até Pôncio Pilatos se tornar procurador da Judéia em 26 d.C. A principal fonte manuscrita da Gyðinga saga conclui com um epílogo que atribui sua tradução para o nórdico antigo a Brandr Jónsson (falecido em 1264), bispo de Hólar. Neste manuscrito, a saga Gyðinga segue a Alexanders saga, que também é atribuída a Brandr Jónsson. A saga não tem título em AM 226 foi; o nome saga Gyðinga parece datar do século XIX. Árni Magnússon referiu-se a ele como 'Historia Judaica' e 'Historia Macchabeorum '.

## Preservação e autoria
A Gyðinga saga é preservada em cinco manuscritos em velino e dezesseis manuscritos em papel, dos quais sete têm valor independente. A saga é preservada intacta em AM 226 foi de 1350-1360. No entanto, a comparação com os fragmentos mais antigos AM 655 XXV 4to e AM 238 XVII fol mostra que a Gyðinga saga era originalmente mais longa e que a versão em AM 226 foi reduzida em comprimento em cerca de um terço.
A Gyðinga saga termina com o seguinte epílogo: 
 O santo sacerdote Jerônimo traduziu este livro do hebraico para o latim, mas foi traduzido do latim para o nórdico pelo padre Brandr Jónsson, que mais tarde foi bispo de Hólar; e [Brandr] então [traduzido] Alexandre, o Grande, a mando do senhor honorável, Senhor Rei Magnus, filho do Rei Hákon, o Velho. 
 Como Brandr morreu em 1264, isso é tão tarde quanto a saga poderia ter sido originalmente compilada, se de fato foi escrita por ele. Essa data pode ser adiada para 1263, já que o epílogo se refere a Brandr como "sacerdote" e não como "bispo"; ele serviu como bispo de Hólar de 1263 até sua morte no ano seguinte. Magnus Haakonsson detém o título de rei desde 1257. Isso coloca a autoria da saga Gyðinga em algum momento entre 1257 e 1263, se a atribuição do epílogo estiver correta.

## Conteúdo
Em AM 226 fol, a Gyðinga saga é dividida em 39 capítulos; estes se enquadram em 3 seções com base em fontes diferentes. Os primeiros 21 capítulos são baseados em 1 Macabeus, com material adicional retirado de 2 Macabeus e da Historia Scholastica de Pedro Comestor. Os capítulos 22-32 são baseados na Historia scholastica. A seção final, capítulos 33-38, é baseada no precursor da Lenda Dourada de Tiago de Voragine. Esta seção final fornece um relato apócrifo das vidas de Pôncio Pilatos e Judas Iscariotes, bem como uma versão curta da história judaica de Calígula se tornando imperador em 37 d.C até a morte de Herodes Agripa em 44 d.C. Perto do final da saga, parte de seu conteúdo coincide com o da Rómverja saga.
Apesar de ser baseada em fontes bíblicas, a Gyðinga saga minimiza os aspectos morais e religiosos de suas fontes e é apresentada como uma obra de historiografia.